# Lễ hội Isle of Wight

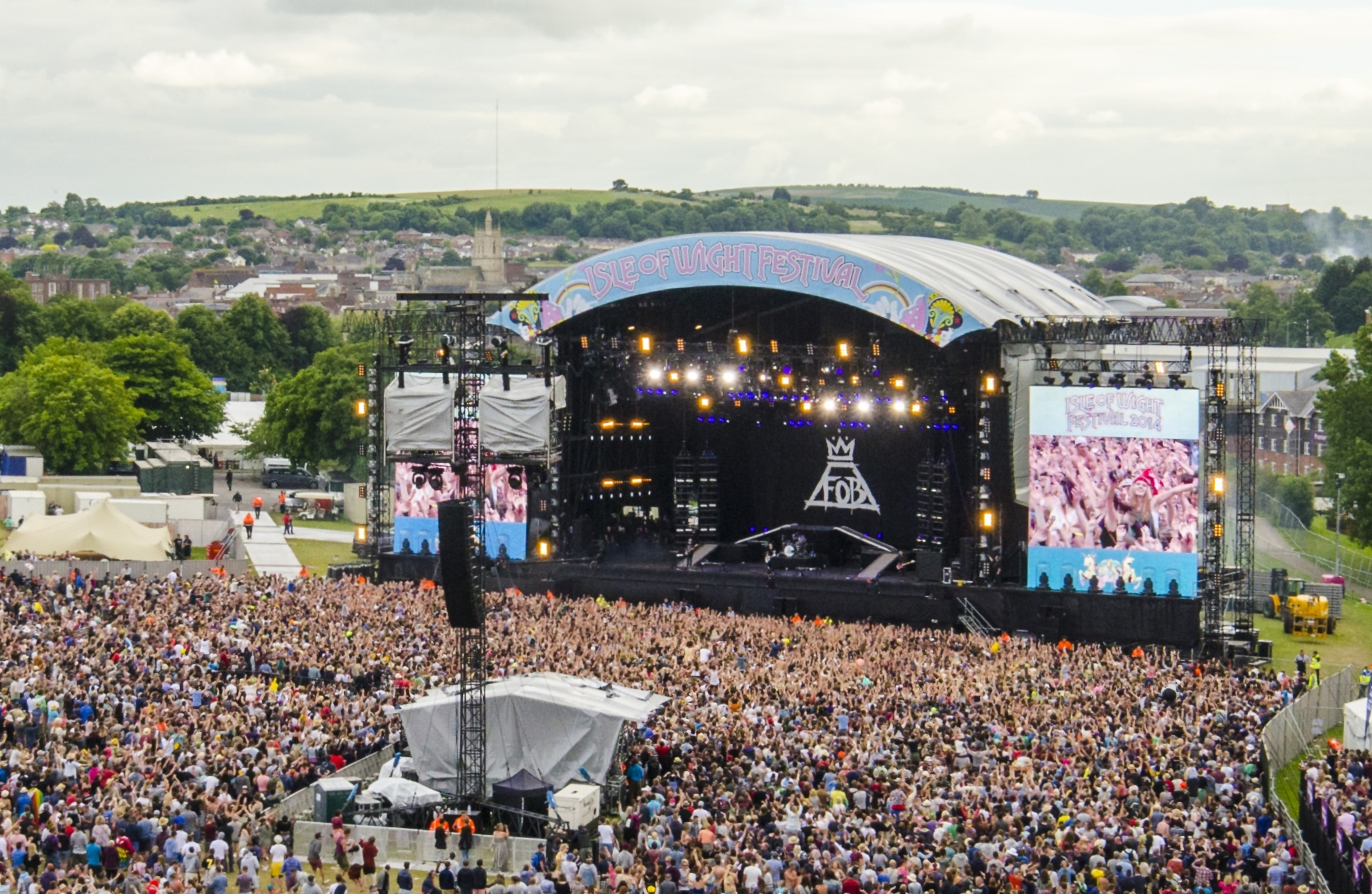
Sân khấu chính của Lễ hội Isle of Wight năm 2015

Lễ hội Isle of Wight là một lễ hội âm nhạc Anh diễn ra ở Isle of Wight tại Newport, Anh. Nó ban đầu là một sự kiện chống văn hóa được tổ chức từ năm 1968 đến năm 1970.
Sự kiện lễ hội Isle of Wight năm 1970 là sự kiện lớn nhất và nổi tiếng nhất trong những lễ hội đầu tiên này và mức độ tham dự cao bất ngờ dẫn đến, vào năm 1971, Quốc hội bổ sung một phần cho Đạo luật Hội đồng Hạt Wight năm 1971 ngăn chặn các cuộc tụ họp ngoài trời qua đêm trên 5.000 mọi người trên đảo mà không có giấy phép đặc biệt từ hội đồng.
Sự kiện này đã được hồi sinh vào năm 2002.

## Chi tiết lễ hội ban đầu
Các sự kiện ban đầu được quảng cáo và tổ chức bởi anh em Foulk (Ron và Ray Foulk) dưới biểu ngữ của công ty Fiery Creations Limited của họ và em trai của họ Bill Foulk. Các địa điểm là Ford Farm (gần Godshill), Wootton và Afton Down (gần Freshwater) tương ứng.